# 糸魚沢
糸魚沢（いといざわ）は、北海道厚岸郡厚岸町にある地名。郵便番号は088-1101。本項では隣接するチライカリベツについても記載する。

## 地理
若松地区の南部、糸魚沢駅跡付近に位置する。

## 歴史
1900年（明治33年）時点で別寒辺牛村に本籍を置くものはおらず、風澗の駅逓、厚岸湖畔の数戸の炭焼き業者、チライカリベツ付近に漁業と炭焼きを兼業する者が23戸寄留するのみであった。

### 糸魚沢炭鉱
当地は釧路炭田最東部に位置しており、1910年（明治43年）に菊地若松が糸魚沢炭鉱を開坑している。菊地の炭鉱は1年で閉山となるが、その後1933年（昭和8年）昭炭鉱商事によって再度開坑、翌1934年（昭和9年）1月8日に北洋炭鉱の炭鉱となる。時期は不明であるがその後1944年（昭和19年）設立の雨龍鉱業開発の手に渡った後、1949年（昭和24年）に閉山している。

### 地名の由来
チライカリベツは「イトウのまわる川」を意味するアイヌ語に由来し、それを意訳したものが糸魚沢である。

### 沿革
- 1919年（大正8年）11月25日 - 糸魚沢駅が開業[9]。
- 2002年（平成14年）11月25日 - 厚岸町字名改正事業に伴い、大字別寒辺牛村字別寒辺牛、茶内などをもって糸魚沢が、大字別寒辺牛村字別寒辺牛、チライカリベツをもってチライカリベツが成立する[10]。
- 2022年（令和4年）3月11日 - 糸魚沢駅が廃止[11]。

## 世帯数と人口
2023年（令和5年）3月31日現在の世帯数と人口は以下のとおりである。
| 地区名 | 世帯数 | 人口 |
| ------ | ------ | ---- |
| 糸魚沢 | 26世帯 | 46人 |

## 小・中学校の学区
町立小・中学校に通う場合、学区は以下の通りとなる。
かつては厚岸町立糸魚沢小学校、厚岸町立糸魚沢中学校が存在したが、それぞれ2009年（平成21年）、1963年（昭和38年）に閉校となっている。
|                        | 小学校             | 中学校             |
| ---------------------- | ------------------ | ------------------ |
| 糸魚沢、チライカリベツ | 厚岸町立真龍小学校 | 厚岸町立真龍中学校 |

## 交通
- 国道44号
  - 尾幌糸魚沢道路（建設中）
- 根室本線（糸魚沢駅の廃止後は当地に駅は存在しない）

## 施設
- 糸魚沢簡易郵便局